# شبه جزیره اوسومی

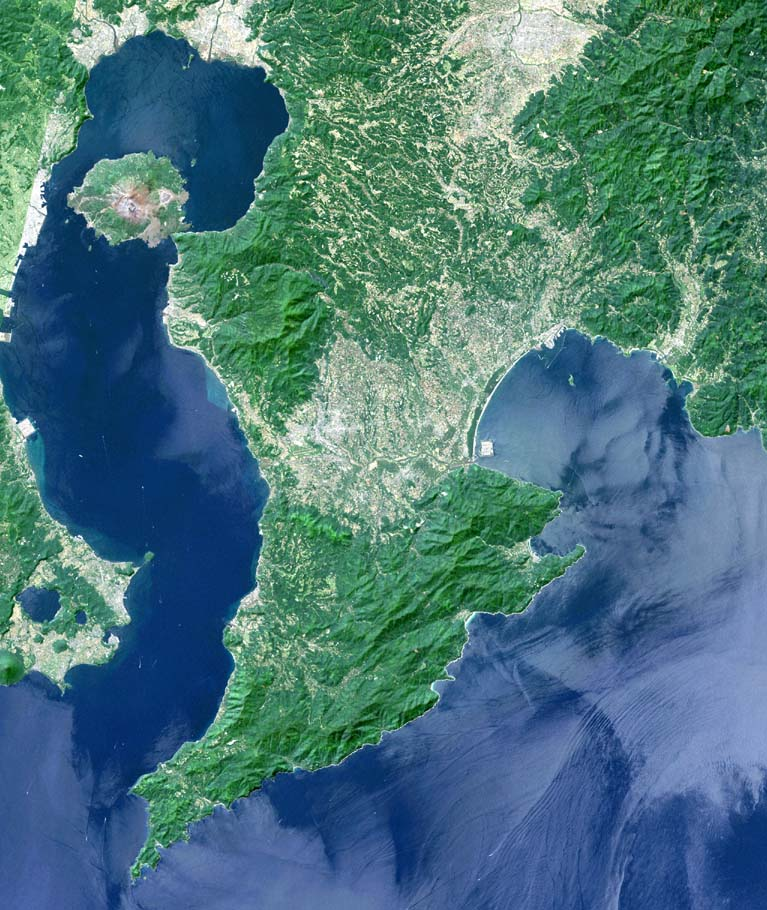
تصویر ماهواره‌ای از شبه جزیره اوسومی

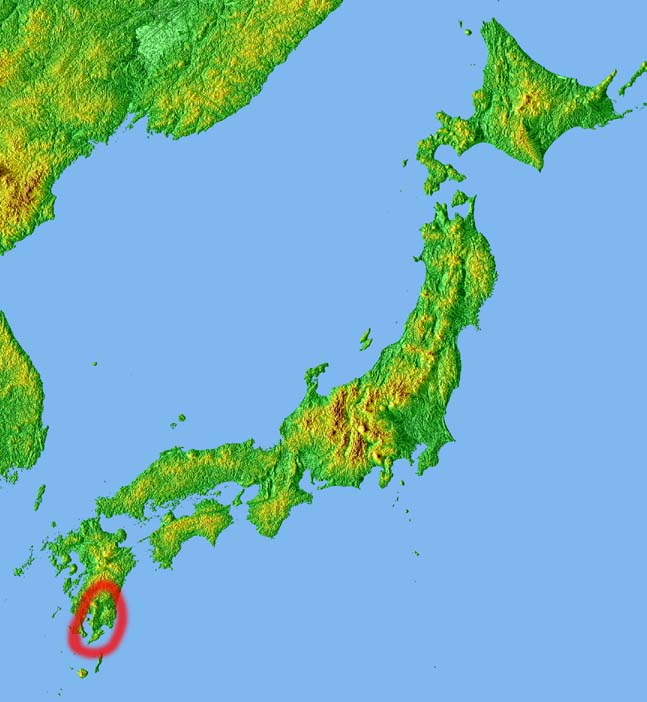
موقعیت شبه جزیره در ژاپن

شبه جزیره اوسومی (大 隅 半島، umisumi Hantō) و (انگلیسی: Ōsumi Peninsula) از جزیره کیوشوی ژاپن به سمت جنوب پیش می‌رود و شامل جنوبی‌ترین نقطه جزیره، کیپ ساتا است. ساحل شرقی آن در اقیانوس آرام قرار دارد، در حالی که در غرب آن به شبه جزیره ساتسوما از طریق خلیج کاگوشیما روبرو است. از نظر سیاسی بخشی از استان کاگوشیما است.
گدازه در سال ۱۹۱۴ توسط ساکوراجیما (که قبلا جزیره ای بود) فوران کرد با شمال غربی شبه جزیره اسومی ارتباط زمینی برقرار کرد.